# Protolestes kerckhoffae
Protolestes kerckhoffae är en trollsländeart som beskrevs av Schmidt in Fraser 1949. Protolestes kerckhoffae ingår i släktet Protolestes och familjen Megapodagrionidae. IUCN kategoriserar arten globalt som otillräckligt studerad. Inga underarter finns listade i Catalogue of Life.